# Conflicto localista de Río Negro

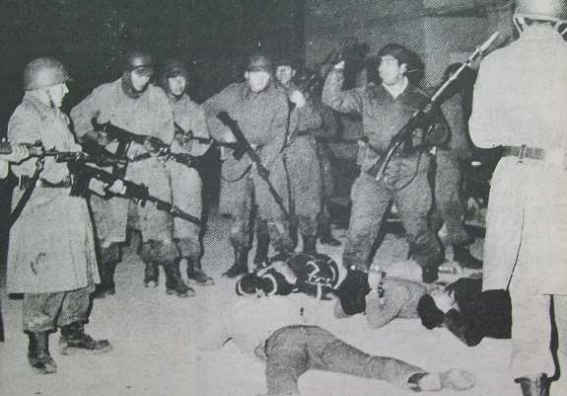
Manifestantes detenidos en General Roca durante el primer Rocazo, pueblada realizada en julio de 1972 en contra de la creación de un juzgado autónomo en la ciudad vecina de Cipolletti, desmembrando la circunscripción judicial roquense.

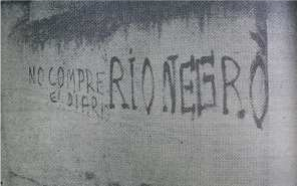
Pintada en una pared de Cipolletti en septiembre de 1972, llamando a no comprar el Diario Río Negro, acusado de defender los intereses de General Roca en el conflicto.

El término conflicto localista de Río Negro, también llamado  fragmentación rionegrina, desintegración rionegrina, o revolución rionegrina y más coloquialmente, conflicto entre ciudades, se refiere a las profundas divisiones geográficas sufridas por el territorio que actualmente compone la provincia argentina de Río Negro en el momento de su establecimiento como un Territorio Nacional con fronteras establecidas por el estado argentino. Dichas divisiones afectaron en mayor o menor medida a todas las localidades de la provincia, dificultando la existencia de una «identidad provincial rionegrina», y a grandes rasgos se redujeron a un conflicto entre el Alto Valle del río Negro (cuya principal urbe era General Roca) al norte de la provincia, más desarrollado y donde se concentró el progreso económico, y el Valle Medio o región atlántica al sureste (donde se encuentra Viedma, capital provincial), que sufrió en general un fuerte atraso con respecto al norte pero que retuvo una hegemonía administrativa y política por su posesión de la sede de gobierno. La ciudad de San Carlos de Bariloche, ubicada en el suroeste de la provincia en el llamado Valle Inferior o región Andina y entonces tercera urbe más importante de la provincia, se mantuvo relativamente aislada del resto del territorio durante el conflicto.
La disputa se exacerbó con la provincialización de Río Negro en junio de 1955, durante el gobierno de Juan Domingo Perón, y en general se sitúa en el período de la proscripción del peronismo de la vida política argentina tras el golpe de Estado en septiembre de ese mismo año a una escalada en las hostilidades, hasta mediados de la década de 1970. Durante los gobiernos constitucionales de Edgardo Castello (1958-1962) y Carlos Christian Nielsen (1963-1966), elegidos en comicios restringidos por la proscripción del peronismo y con sus propios partidos políticos (la Unión Cívica Radical Intransigente y la Unión Cívica Radical del Pueblo) teniendo fragmentaciones internas agravadas por las tendencias localistas de sus miembros, tuvo lugar un prolongado debate con respecto a la ubicación de la capital de la provincia, entre las posturas que deseaban que la misma se mantuviera en Viedma y las que defendían su traslado a General Roca (discusión que ya existía desde 1899). Se suele tomar a la dictadura militar autodenominada Revolución Argentina como el punto máximo de la conflictividad rionegrina, donde llegaron a producirse hechos de violencia. Durante este período surgieron también enfrentamientos entre Cipolletti y General Roca (ambas ubicadas en el Alto Valle). Numerosos actores y dirigentes políticos, económicos o periodísticos de diferentes localidades de la provincia, sin demasiada distinción ideológica, se acusaron recíprocamente de instigar a la marginación o al subdesarrollo de determinadas localidades en beneficio de la centralización de otras. En el contexto de las puebladas insurrecionales que tuvieron lugar en la Argentina durante la dictadura, el conflicto localista jugó un papel importante en las que tuvieron lugar en la provincia, fundamentalmente el primer y segundo Rocazo de 1972 y 1973, y el Cipolletazo de 1969.
Debido al conflicto y a las dificultades que planteó en su momento la sanción de la primera constitución provincial, el 10 de diciembre de 1957, la misma no establecía formalmente una capital de jure para la provincia y el asunto quedó delegado de este modo a la legislación provincial, aunque las autoridades gubernamentales se mantuvieron en Viedma en todo momento. Con el retorno del peronismo al poder, el gobierno justicialista de Mario Franco (primer mandatario rionegrino elegido en comicios completamente libres) consolidó la capitalidad de Viedma mediante una ley promulgada el 20 de octubre de 1973. Después de la dictadura autodenominada Proceso de Reorganización Nacional (1976-1983) y con la restauración de la democracia en 1983, los gobernadores rionegrinos posteriores en general han sostenido una retórica integracionista, condenando los localismos. La segunda constitución provincial, sancionada el 3 de junio de 1988 por la convención elegida en 1987, durante el gobierno radical de Horacio Massaccesi, estableció definitivamente a Viedma como capital de Río Negro.